# Пааво, Матти
Матти Пааво (эст. Matti Paavo; 21 ноября 1951, Кивиыли, Эстонская ССР) — советский биатлонист, серебряный призёр чемпионата мира среди юниоров (1972), двукратный серебряный призёр чемпионата СССР (1975).

## Биография
Окончил среднюю школу в г. Элва (1970) и физкультурный факультет Тартуского государственного университета (1980). В детском возрасте начал заниматься лыжными гонками, затем — биатлоном. Первые тренеры — Юрий Шмидт и Хейно Мяэсалу. На общесоюзном уровне представлял спортивное общество «Динамо» и город Таллин, на республиканском уровне в разные годы представлял Тартуский район, город Тарту, клуб «Ноорус» и Таллинский институт физкультуры.
В 1968 году стал победителем первенства СССР (до 18 лет) в эстафете в составе сборной Эстонской ССР. В 1971 году стал серебряным призёром, а в 1972 году — победителем на первенстве СССР среди юниоров. Принимал участие в чемпионате мира среди юниоров 1972 года, где занял второе место в эстафете в составе сборной СССР вместе с Яном Чаурсом и Александром Богдановым, уступив команде Польши.
С 1970 года принимал участие в чемпионатах Эстонской ССР среди взрослых, становился неоднократным чемпионом и призёром. В 1974 году стал абсолютным чемпионом республики, выиграв спринт, индивидуальную гонку и эстафету. Также становился победителем в эстафете (1975, 1976, 1978), индивидуальной гонке (1976, 1978, 1979, 1980, 1981) и спринте (1979, 1980, 1981). Всего стал 14-кратным чемпионом республики, завоевал 4 серебра и две бронзовых награды.
На чемпионате СССР 1975 года стал двукратным серебряным призёром в составе сборной общества «Динамо» в эстафете и гонке патрулей. На зимней Спартакиаде народов СССР 1978 года занял пятое место в эстафете в составе сборной Эстонской ССР.
В 1982 году завершил спортивную карьеру. Работал тренером СК «Элва» (1981—1985). После распада СССР занимался бизнесом.

## Личная жизнь
Младший брат, Айн Пааво (род. 1953) — рекордсмен Эстонской ССР по тяжёлой атлетике, чемпион Европы по культуризму (1990).